# Cmentarz żydowski w Świerżach
Cmentarz żydowski w Świerżach – kirkut społeczności żydowskiej niegdyś zamieszkującej Świerże. Powstał przypuszczalnie w XIX wieku. Podczas II wojny światowej został zdewastowany przez Niemców. Obecnie na nieogrodzonym obszarze około 0,36 ha zachowało się kilka uszkodzonych nagrobków.